# Scolopendra morsitans
Scolopendra morsitans är en mångfotingart som beskrevs av Carl von Linné 1758. Scolopendra morsitans ingår i släktet Scolopendra och familjen Scolopendridae.

## Underarter
Arten delas in i följande underarter:
- S. m. coerulescens
- S. m. morsitans
- S. m. scopoliana

## Bildgalleri

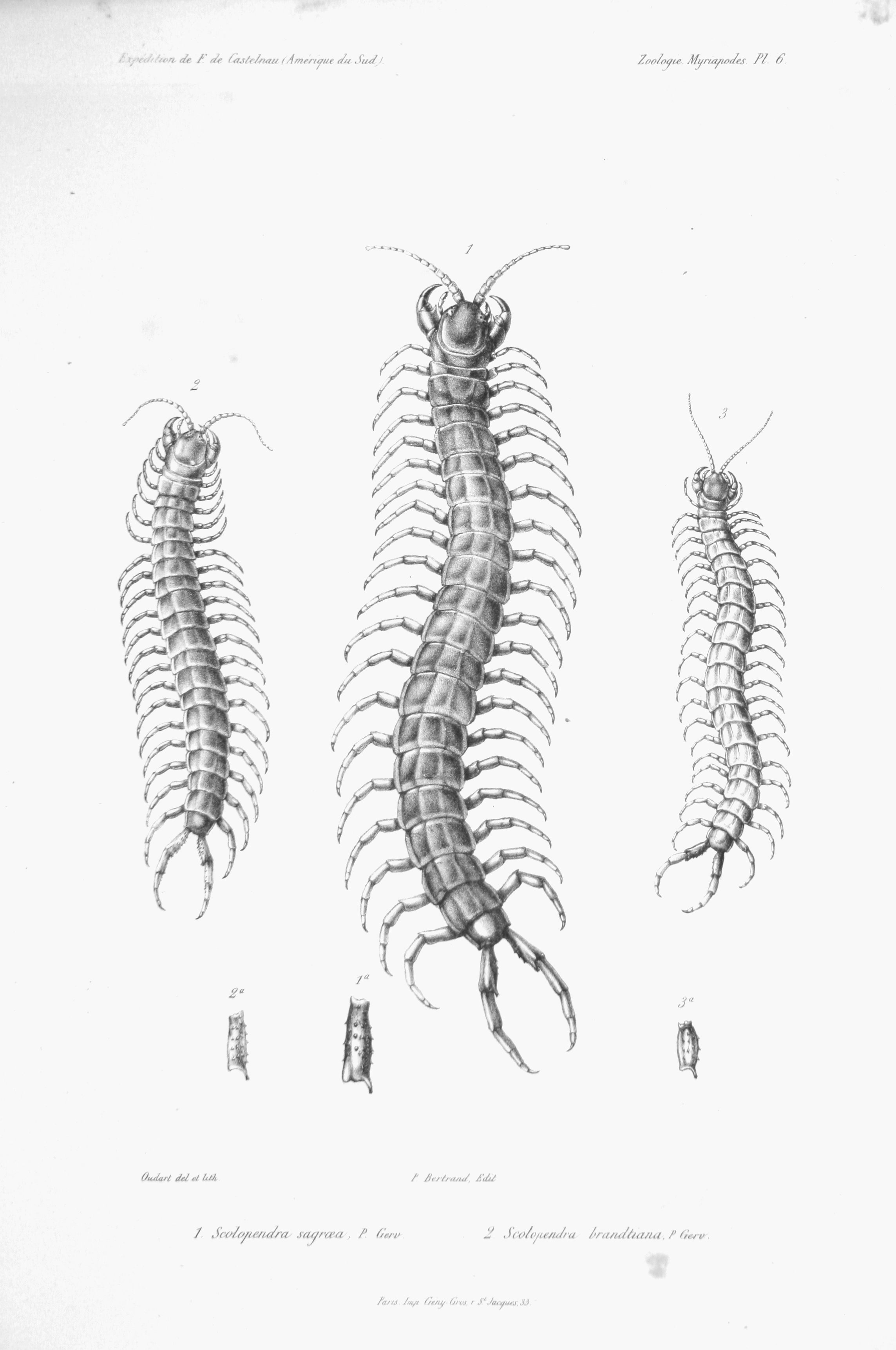
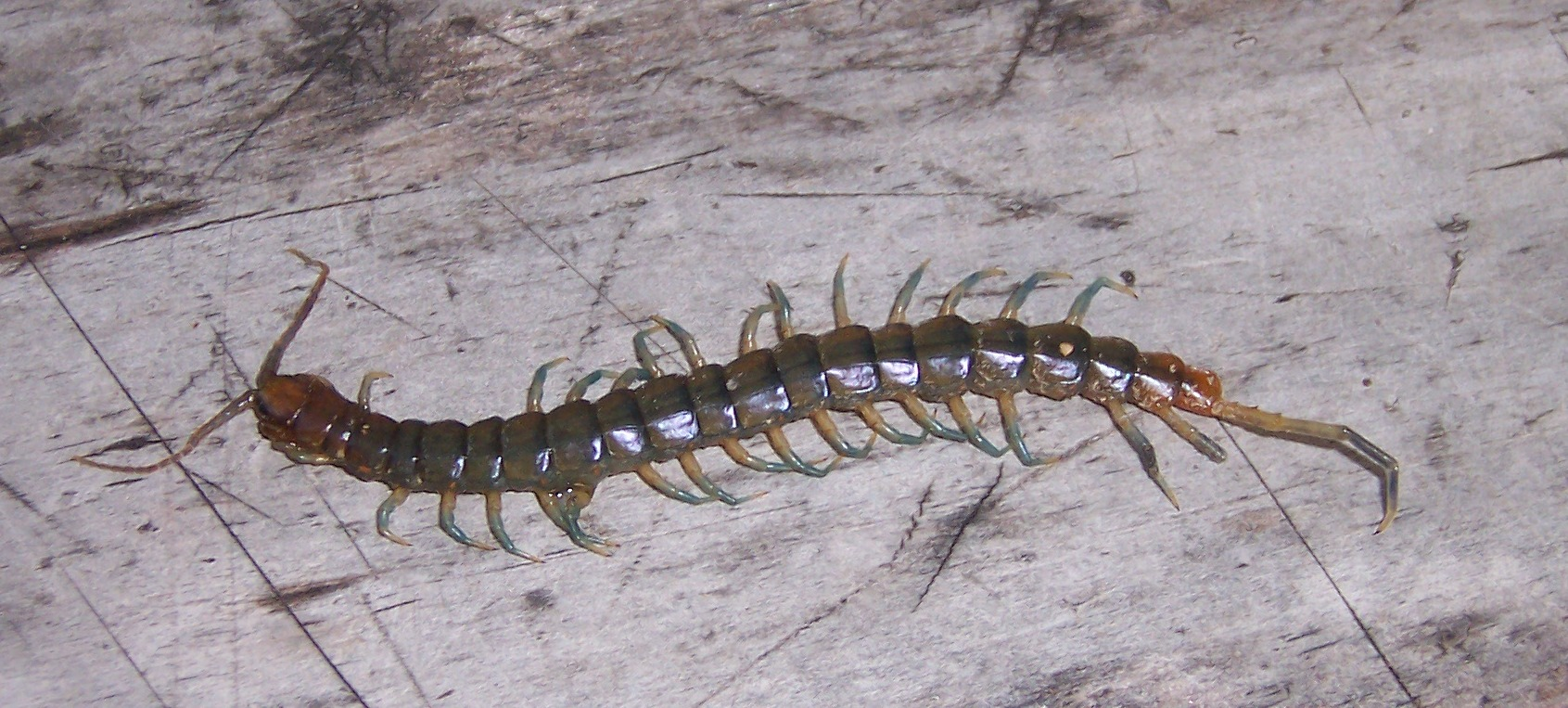
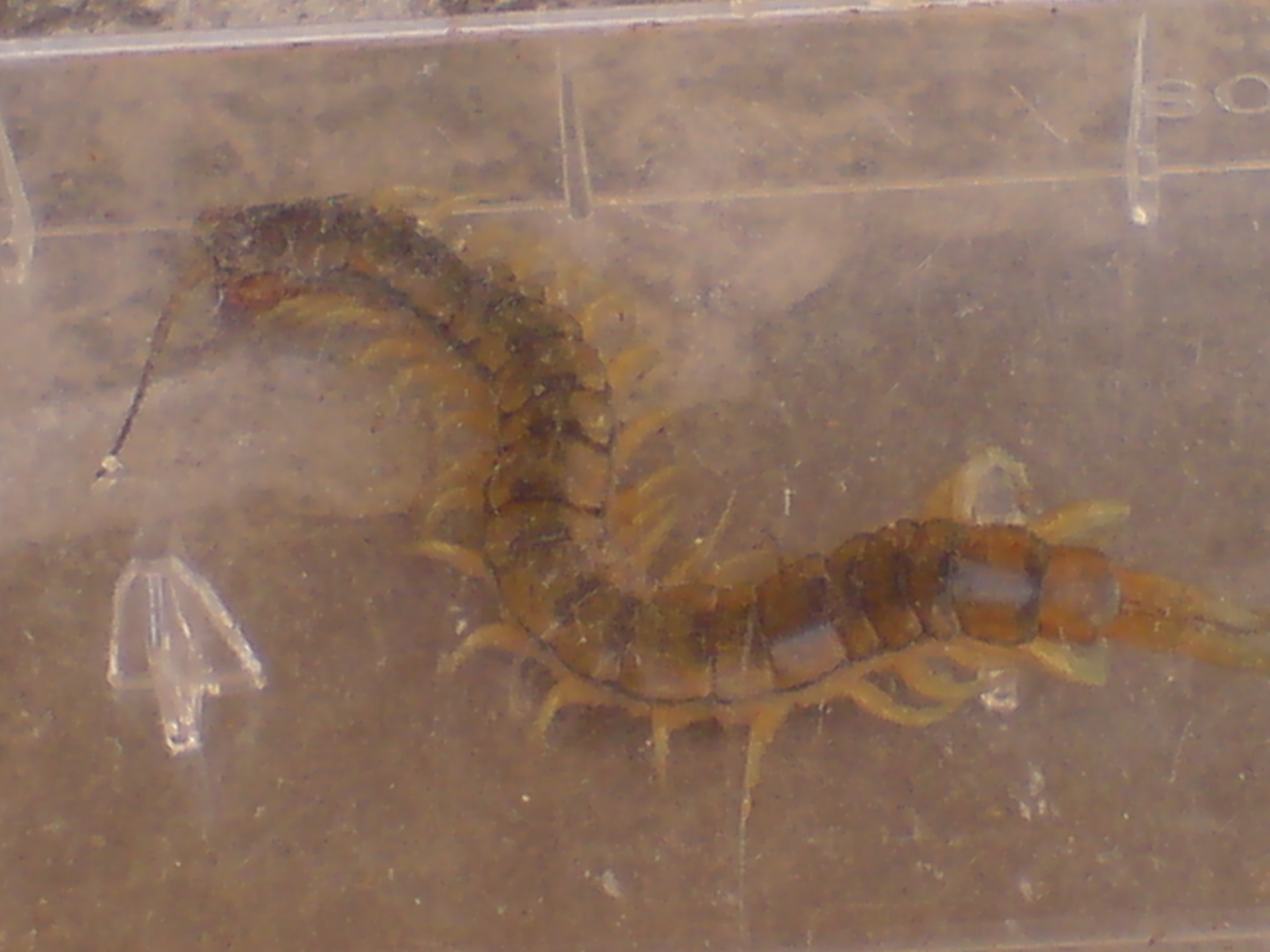
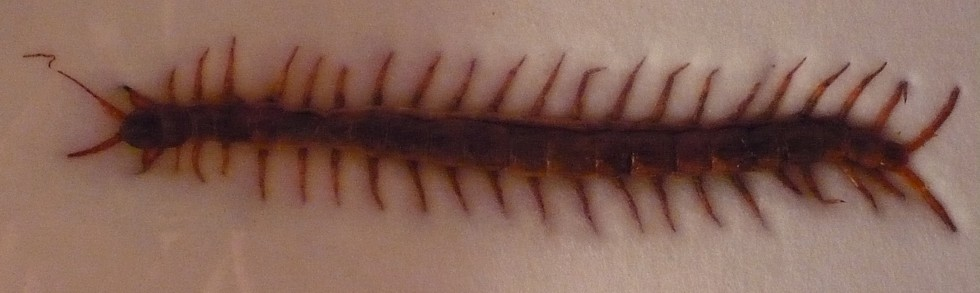